# Reisiswil
Reisiswil är en ort och kommun i distriktet Oberaargau i kantonen Bern, Schweiz. Kommunen har 173 invånare (2023).